# Goodbye (Shelter)
Goodbye (Shelter) је песма Сање Вучић, изабрана да представља Србију на Песми Евровизије 2016. у Стокхолму.

## Композиција
Музику и текст за песму је написала Ивана Петерс, а аранжман и продукцију потписују Иван Илић и Урош Марковић. Ова песма се бави темом насиља у породици, тачније у партнерским односима. Из угла жртве у односу, описује се стална борба између безнађа и наде да се неко коначно може ослободити насилне везе.
Дана 7. марта 2016. године објављено је да је РТС одабрао Сању Вучић да представља Србију на Песми Евровизије 2016. са песмом Goodbye (Shelter). Уз енглеску верзију песме, објављена је и српска верзија Иза осмеха. У сврху промоције Сања је извела песму у Амстердаму 9. априла 2016. године.

## Песма Евровизије 2016.
Песма се из другог полуфинала квалификовала на 10. месту.  На крају гласања Сања је завршила на 18. месту са 115 бодова.
Пратећи вокали биле су Дуња Вујадиновић, Ива Плетикосић, Јелена Ђурић-Митић и Лена Кузмановић. Плесач је био Милош Исаиловић.